# 963 Iduberga
963 Iduberga је астероид главног астероидног појаса са средњом удаљеношћу од Сунца која износи 2,247 астрономских јединица (АЈ). 
Апсолутна магнитуда астероида је 12,49 а геометријски албедо 0,037.